# L'Indépendant de Château-Gontier
L'Indépendant de Château-Gontier était un hebdomadaire local français, qui a été publié à partir de 1944 à Château-Gontier, avec un rayonnement principalement dans l'arrondissement de Château-Gontier.
Il remplace La Gazette de Château-Gontier.

## Histoire

### Origine
Fin 1943, à l'initiative de Francisque Gay, un groupe de mayennais venant de la Démocratie populaire, et de la Ligue de la Jeune République (Isidore Pasquier fils, l'abbé Seigneur, animateur des Semaines sociales de France, Louis Vincent, André Saget, ...) crée le groupe Iéna qui imprime des cartes de résistants et projette de lancer à la Libération une nouvelle presse pour populariser le programme du Conseil National de la Résistance (CNR) et un travaillisme à la française théorisé par Robert Buron.
Iéna provient d'une combinatoire des mots suivants :
```
 ..SileNce
 PatiEnce
ConfIance
 RésistAnce.
```

### La Seconde Guerre mondiale
A la Libération, le groupe Iéna remplace la La Gazette de Château-Gontier. Il va éditer trois journaux :
- L'Indépendant de Mayenne
- L'Indépendant de Château-Gontier
- L'Indépendant de Laval

Les premiers numéros sont tirés sur les presses d' Ouest-France à Rennes. L'Indépendant de Laval disparaît rapidement, suivi de L'Indépendant de Mayenne. Ces deux journaux sont supplantés par le Courrier de la Mayenne qui sera malgré son origine l'organe quasi officiel du comité départemental de libération de la Mayenne (CDL). 
Le journal est le représentant de la démocratie chrétienne. La volonté du groupe Iéna de s'étendre sur toute la Mayenne est contrecarrée par la création du Courrier de la Mayenne, dont le rédacteur en chef Roger Bignon. Pour Raymond Delatouche, Bignon est l'homme de l'Evêché de Laval. L'Evêque Paul Richaud trouve suspect L'Indépendant, fruit d'Isidore Pasquier, de la Ligue de la Jeune République et des chrétiens progressistes. Il s'agit pour lui d'une lutte interne au sein de l'église, où le courant conservateur l'emporte, appuyé par l'Evêque qui fait campagne aux élections constituantes de 1945 pour la liste de l'Entente républicaine, et non celle du MRP, menée par Robert Buron.
Le groupe Iéna se transforme en société commerciale en juin 1945 avec la participation du comité départemental du Mouvement républicain populaire.
Le directeur-fondateur est Louis Vincent qui sera membre de la liste MRP aux élections constituantes de 1945 dans la Mayenne. Pendant la guerre, président de l'union locale CFTC, son attitude lui valut l'autorisation de fonder le journal avec des amis du Groupe Iéna.

### Sources
- Laurent Robène, La naissance du Courrier de la Mayenne, L'Oribus N°19, pp. 56-71, décembre 1985.
- Les pouvoirs à la Libération dans le département de la Mayenne. Archives départementales de la Mayenne, IHTP, mai 1989.